# Campeonato Africano de Atletismo de 2018 - 100 m masculino
A prova dos 100 metros masculino do Campeonato Africano de Atletismo de 2018 foi disputada entre os dias 1 e 2 de agosto, no Estádio Stephen Keshi, em  Asaba,  na Nigéria. 

## Recordes
Antes desta competição, os recordes mundiais e do campeonato nesta prova eram os seguintes:
|                       | Nome           | Nacionalidade | Tempo | Local  | Data                 |
| --------------------- | -------------- | ------------- | ----- | ------ | -------------------- |
| Recorde mundial       | Usain Bolt     | Jamaica       | 9s 58 | Berlim | 16 de agosto de 2009 |
| Recorde do campeonato | Seun Ogunkoya  | Nigéria       | 9s 94 | Dakar  | 19 de agosto de 1998 |
| Recorde africano      | Olusoji Fasuba | Nigéria       | 9s 85 | Doha   | 12 de maio de 2006   |

## Medalhistas
| Ouro                | Prata              | Bronze              |
| Akani Simbine (RSA) | Arthur Cissé (CIV) | Simon Magakwe (RSA) |

## Cronograma
Todos os horários são locais (UTC+1). 
| Data        | Hora  | Evento    |
| ----------- | ----- | --------- |
| 1 de agosto | 10:00 | Bateria   |
| 1 de agosto | 19:20 | Semifinal |
| 2 de agosto | 17:00 | Final     |

## Resultados

### Bateria
Qualificação: 3 atletas de cada bateria (Q) mais os 6 melhores qualificados (q).
Vento:
Bateria 1: -0.5 m/s, Bateria 2: -0.9 m/s, Bateria 3: -0.2 m/s, Bateria 4: -0.8 m/s, Bateria 5: -1.1 m/s, Bateria 6: -0.6 m/s
| Posição | Bateria | Atleta                   | Nacionalidade      | Tempo | Notas |
| ------- | ------- | ------------------------ | ------------------ | ----- | ----- |
| 1       | 4       | Akani Simbine            | África do Sul      | 10.30 | Q     |
| 2       | 5       | Ngoni Makusha            | Zimbabwe           | 10.37 | Q     |
| 3       | 1       | Ben Youssef Meite        | Costa do Marfim    | 10.41 | Q     |
| 4       | 1       | Simon Magakwe            | África do Sul      | 10.42 | Q     |
| 4       | 6       | Seye Ogunlewe            | Nigéria            | 10.42 | Q     |
| 6       | 2       | Arthur Cissé             | Costa do Marfim    | 10.43 | Q     |
| 7       | 6       | Gilbert Hainuca          | Namíbia            | 10.44 | Q     |
| 8       | 5       | Karabo Mothibi           | Botswana           | 10.46 | Q     |
| 9       | 4       | Tatenda Tsumba           | Zimbabwe           | 10.48 | Q     |
| 10      | 5       | Emmanuel Yeboah          | Gana               | 10.50 | Q     |
| 11      | 1       | Ogho-Oghene Egwero       | Nigéria            | 10.52 | Q     |
| 11      | 3       | Pius Adome               | Uganda             | 10.52 | Q     |
| 13      | 1       | Ebrahima Camara          | Gâmbia             | 10.54 | q     |
| 14      | 5       | Adama Jammeh             | Gâmbia             | 10.55 | q     |
| 15      | 1       | Hazemba Chidamba         | Zâmbia             | 10.56 | q     |
| 16      | 4       | Mark Odhiambo            | Quênia             | 10.61 | Q     |
| 17      | 2       | Roscoe Engel             | África do Sul      | 10.62 | Q     |
| 18      | 4       | Enoch Adegoke            | Nigéria            | 10.64 | q     |
| 19      | 5       | Emmanuel Eseme           | Camarões           | 10.66 | q     |
| 20      | 6       | Henry Bandiaky           | Senegal            | 10.68 | Q     |
| 21      | 3       | Jonathan Bardotier       | Ilhas Maurícias    | 10.72 | Q     |
| 22      | 5       | Fabrice Dabla            | Togo               | 10.74 | q     |
| 23      | 3       | Moulaye Sonko            | Senegal            | 10.75 | Q     |
| 24      | 2       | Assan Faye               | Gâmbia             | 10.78 | Q     |
| 24      | 3       | Keene Motukisi           | Botswana           | 10.78 |       |
| 26      | 5       | Even Tjiviju             | Namíbia            | 10.81 |       |
| 27      | 1       | Jean-Yann de Grace       | Ilhas Maurícias    | 10.83 |       |
| 28      | 3       | Sharry Dodin             | Seicheles          | 10.88 |       |
| 29      | 4       | Dylan Sicobo             | Seicheles          | 10.90 |       |
| 30      | 4       | Gnamien Nehemie N'Goran  | Costa do Marfim    | 10.91 |       |
| 31      | 2       | Jean Tarcicius Batambock | Camarões           | 10.92 |       |
| 32      | 4       | Titus Kafunda            | Zâmbia             | 10.93 |       |
| 33      | 6       | Leeroy Henriette         | Seicheles          | 10.94 |       |
| 34      | 6       | Romeo Manzila Mahambou   | República do Congo | 11.00 |       |
| 35      | 2       | Didier Kiki              | Benim              | 11.03 |       |
| 36      | 4       | Nathan Abebe             | Etiópia            | 11.06 |       |
| 37      | 6       | Bediru Mohammed          | Etiópia            | 11.22 |       |
| 38      | 1       | Maxime Petnga            | Camarões           | 11.23 |       |
| 39      | 3       | Abdusetar Kemal          | Etiópia            | 11.31 |       |
| 40      | 5       | Mobele Israel Vamtou     | Chade              | 11.37 |       |
| 41      | 6       | Matar Mabrouk            | Chade              | 11.49 |       |
| 42      | 3       | Remigio Santander Villa  | Guiné Equatorial   | 11.73 |       |
| 43      | 6       | Pascual Ngomo Ochaga     | Guiné Equatorial   | 11.98 |       |
| 44      | 2       | Alpha Diagana            | Mauritânia         | 12.26 |       |
| 45      | 5       | Innocent Bologo          | Burquina Fasso     | DSQ   |       |
| 46      | 1       | Peter Levo               | Sudão do Sul       | DNS   |       |
| 46      | 2       | Ali Gulam                | Tanzânia           | DNS   |       |
| 46      | 2       | Abderrahmane Aboubek     | Mauritânia         | DNS   |       |
| 46      | 3       | Alyman Elsaaid           | Egito              | DNS   |       |
| 46      | 4       | Ambdoul Karim Riffayn    | Comores            | DNS   |       |
| 46      | 6       | Mosito Lehata            | Lesoto             | DNS   |       |

### Semifinal
Qualificação: 2 atletas de cada bateria  (Q) mais os  2 melhores qualificados (q). 
Vento:
Bateria 1: -0.8 m/s, Bateria 2: -0.9 m/s, Bateria 3: -0.7 m/s
| Posição | Bateria | Atleta             | Nacionalidade   | Tempo | Notas |
| ------- | ------- | ------------------ | --------------- | ----- | ----- |
| 1       | 3       | Arthur Cissé       | Costa do Marfim | 10.29 | Q     |
| 2       | 1       | Akani Simbine      | África do Sul   | 10.32 | Q     |
| 3       | 3       | Ngoni Makusha      | Zimbabwe        | 10.36 | Q     |
| 4       | 2       | Simon Magakwe      | África do Sul   | 10.37 | Q     |
| 5       | 2       | Seye Ogunlewe      | Nigéria         | 10.39 | Q     |
| 6       | 2       | Ben Youssef Meite  | Costa do Marfim | 10.42 | q     |
| 7       | 3       | Gilbert Hainuca    | Namíbia         | 10.43 | q     |
| 8       | 2       | Tatenda Tsumba     | Zimbabwe        | 10.45 |       |
| 8       | 3       | Ogho-Oghene Egwero | Nigéria         | 10.45 |       |
| 10      | 1       | Karabo Mothibi     | Botswana        | 10.47 | Q     |
| 11      | 1       | Emmanuel Yeboah    | Gana            | 10.49 |       |
| 12      | 2       | Ebrahima Camara    | Gâmbia          | 10.59 |       |
| 13      | 1       | Hazemba Chidamba   | Zâmbia          | 10.63 |       |
| 13      | 3       | Roscoe Engel       | África do Sul   | 10.63 |       |
| 15      | 1       | Jonathan Bardotier | Ilhas Maurícias | 10.64 |       |
| 15      | 3       | Adama Jammeh       | Gâmbia          | 10.64 |       |
| 15      | 3       | Emmanuel Eseme     | Camarões        | 10.64 |       |
| 18      | 1       | Enoch Adegoke      | Nigéria         | 10.68 |       |
| 19      | 2       | Mark Odhiambo      | Quênia          | 10.69 |       |
| 20      | 1       | Assan Faye         | Gâmbia          | 10.74 |       |
| 21      | 2       | Henry Bandiaky     | Senegal         | 10.83 |       |
| 22      | 2       | Fabrice Dabla      | Togo            | 10.88 |       |
| 23      | 1       | Pius Adome         | Uganda          | 10.89 |       |
| 24      | 3       | Moulaye Sonko      | Senegal         | 10.92 |       |

### Final
Vento: -2.1 m/s
| Posição           | Raia | Atleta            | Nacionalidade   | Tempo | Notas |
| ----------------- | ---- | ----------------- | --------------- | ----- | ----- |
| Medalha de ouro   | 5    | Akani Simbine     | África do Sul   | 10.25 |       |
| Medalha de prata  | 3    | Arthur Cissé      | Costa do Marfim | 10.33 |       |
| Medalha de bronze | 4    | Simon Magakwe     | África do Sul   | 10.35 |       |
| 4                 | 1    | Ben Youssef Meite | Costa do Marfim | 10.36 |       |
| 5                 | 7    | Seye Ogunlewe     | Nigéria         | 10.45 |       |
| 6                 | 6    | Ngoni Makusha     | Zimbabwe        | 10.45 |       |
| 7                 | 2    | Gilbert Hainuca   | Namíbia         | 10.49 |       |
| 8                 | 8    | Karabo Mothibi    | Botswana        | 10.55 |       |

Legenda
| Recorde mundial       | Recorde mundial (World record)               |                       | Recorde africano                      | Recorde africano (African) |                                           | Q | Classificado por posição (Qualified) |
| Recorde do campeonato | Recorde do campeonato (Championship record)  | Recorde da América    | Recorde da América (Americas)         | q                          | Classificado por melhor tempo (Qualified) |   |                                      |
| Melhor marca do ano   | Melhor marca do ano (World leading)          | Recorde asiático      | Recorde asiático (Asian)              | DNS                        | Não largou (Did not start)                |   |                                      |
| Recorde nacional      | Recorde nacional (National record)           | Recorde europeu       | Recorde europeu (European)            | DNF                        | Não terminou (Did not finish)             |   |                                      |
| Recorde pessoal       | Recorde pessoal do atleta (Personal best)    | Recorde da Oceania    | Recorde da Oceania (Oceania)          | DSQ / DQ                   | Desclassificado (Disqualified)            |   |                                      |
| Recorde da temporada  | Recorde da temporada do atleta (Season best) | Recorde sul-americano | Recorde sul-americano (South America) | NM                         | Sem marca (No mark)                       |   |                                      |